# (228110) Eudore
(228110) Eudore, désignation internationale (228110) Eudorus, est un astéroïde troyen jovien.

## Description
(228110) Eudore est un astéroïde troyen jovien, camp grec, c'est-à-dire situé au point de Lagrange L4 du système Soleil-Jupiter. Il présente une orbite caractérisée par un demi-grand axe de 5,305 UA, une excentricité de 0,033 et une inclinaison de 1,5° par rapport à l'écliptique.
Il est nommé en référence au personnage de la mythologie grecque Eudore, fils de Polymèle et petit-fils de Phylas, acteur du conflit légendaire de la guerre de Troie.

## Compléments